# Villagrufe
Villagrufe (asturisch Villabrufe) ist eine Parroquia und ein Ort in der Gemeinde Allande der Autonomen Gemeinschaft Asturien im Norden Spaniens.
Die 129 Einwohner (2011) leben auf einer Fläche von 11,81 km². Pola de Allande, der Verwaltungssitz der Gemeinde, liegt 5,1 km entfernt und ist über die „ALL-1“ zu erreichen.

## Sehenswürdigkeiten
- Pfarrkirche in Villagrufe, die Ausstattung zeigt ein breites Spektrum der asturischen Handwerkskunst

## Dörfer und Weiler
| Name       | asturisch  | Einwohner | Lage                    |
| ---------- | ---------- | --------- | ----------------------- |
| Carballedo | Carbaéu    | 18        | 43.241284 -6.604264 604 |
| Prada      |            | 45        | 43.23837 -6.628785 535  |
| Pradiella  | Pradieḷḷa  | 16        | 43.239968 -6.618011 657 |
| Santullano | Santuyanu  | 21        | 43.241727 -6.617138 691 |
| Tamuño     | Tamuñu     | 6         | 43.252001 -6.591206 564 |
| Villagrufe | Viḷḷagrufe | 23        | 43.244158 -6.599529 622 |